# فليبر زيرو
جهاز فليبر زيرو (بالإنجليزية: Flipper Zero)‏ هو جهاز محمول متعدد الوظائف تم تطويره للتفاعل مع أنظمة التحكم في الوصول. يتمتع الجهاز بقدرة على قراءة ونسخ ومحاكاة بطاقات تحديد الهوية بموجات الراديو والاتصال قريب المدى (NFC)، وأجهزة التحكم عن بُعد عبر الراديو، وأزرار iButton، والمفاتيح الرقمية للوصول، بالإضافة إلى واجهة وحدات الإدخال والإخراج متعددة الأغراض (GPIO). تم الإعلان عنه لأول مرة في أغسطس 2020 عبر حملة تمويل جماعي على منصة كيك ستارتر، والتي جمعت 4.8 مليون دولار. تم تسليم الأجهزة الأولى للمشاركين في الحملة بعد 18 شهرًا من انتهاءها. تتميز واجهة المستخدم الخاصة بالجهاز بصورة دلفين افتراضي بتصميم بكسل آرت. يشكل التفاعل مع هذا الدلفين الافتراضي آلية اللعبة الأساسية للجهاز. وتحدد استخدامات وظائف الجهاز مظهر الدلفين وحالته العاطفية.

الآلية الرئيسية لـ "ترقية" الدلفين في اللعبة المدمجة هي استخدام أدوات القرصنة المختلفة. وعلى الرغم من وجود استخدامات غير ضارة مثل استخدامها كجهاز تحكم عن بُعد للتلفزيون أو حساس ثاني أكسيد الكربون، إلا أن بعض الأدوات المدمجة قد يكون لها استخدامات إجرامية محتملة، مثل اختراق RFID، إرسال رسائل مزعجة عبر البلوتوث (إرباك اتصال البلوتوث وتعطيل هاتف الشخص)، ومحاكاة شريحة تحديد الهوية بموجات الراديو مثل تلك الموجودة في بطاقات الهوية، باستخدام جهاز النسخ الراديوي لفتح أبواب المرائب، وفك قفل السيارات، والعمل كجهاز BadUSB لاسلكي.
1. ↑  وصلة مرجع: https://gizmodo.com/this-unassuming-little-device-can-hack-your-smart-home-1846448809.
2. ↑  "Flipper Zero turns hacking into a Tamagotchi-style game". إنغادجيت. مؤرشف من الأصل في 2023-04-16. اطلع عليه بتاريخ 2022-03-15.
3. ↑  "Meet Flipper, the Tamagotchi You Feed by Hacking Stuff". Vice. 5 يناير 2021. مؤرشف من الأصل في 2023-05-15. اطلع عليه بتاريخ 2022-03-15.
4. ↑  "Flipper Zero raising a staggering $4.88 million on a Kickstarter". Hackaday. 2 سبتمبر 2020. مؤرشف من الأصل في 2023-06-05. اطلع عليه بتاريخ 2022-06-30.
5. 1 2  Janssen، Gerard (2022). Hackers: over de vrijheidsstrijders van het internet. Amsterdam: Thomas Rap. ص. 145. ISBN:9789400408371. OCLC:1259050992. مؤرشف من الأصل في 2024-02-03. اطلع عليه بتاريخ 2022-06-30.